# Diritto al ritorno dei palestinesi
Il diritto al ritorno dei palestinesi è la posizione politica od il principio secondo cui i rifugiati palestinesi, sia quelli di prima generazione (circa 30000-50000 persone ancora in vita al 2012) che i loro discendenti (circa 5 milioni di persone al 2012), hanno il diritto al ritorno e alle proprietà che essi stessi o i loro antenati sono stati costretti a lasciare dagli israeliani, come parte dell'esodo palestinese del 1948, come risultato della guerra di Palestina del 1948 e a causa della guerra dei sei giorni del 1967.
Il "diritto al ritorno" è uno dei diritti fondamentali dell'uomo, ossia il "diritto fondamentale di tornare alle proprie case - comunemente chiamate ‘case d’origine’- qualunque sia il momento in cui ne fossero stati allontanati in seguito a circostanze di cui non erano responsabili". Il caso specifico del diritto al ritorno dei palestinesi è controverso poiché osteggiato dallo Stato di Israele.

## Descrizione
Formulato per la prima volta il 27 giugno 1948 dal mediatore delle Nazioni Unite Folke Bernadotte, i sostenitori del diritto al ritorno ritengono che si tratti di un diritto sacro,[citazione necessaria] oltre che di un diritto umano, la cui applicabilità sia in generale che nello specifico ai palestinesi è tutelata dal diritto internazionale. Questo punto di vista sostiene che coloro che scelgono di non tornare o per i quali il ritorno non è fattibile, dovrebbero ricevere un risarcimento in sostituzione. I fautori sostengono che l'opposizione di Israele è in contrasto con la Legge del Ritorno che concede a tutti gli ebrei il diritto di stabilirsi in modo permanente, mentre nega ai palestinesi qualsiasi diritto analogo.
Gli oppositori del diritto al ritorno sostengono che non esiste alcuna base nel diritto internazionale e che si tratta di una richiesta irrealistica. Il governo di Israele non considera l'ammissione dei rifugiati palestinesi alle loro vecchie case in Israele come un diritto, ma piuttosto come una questione politica da risolvere come parte di un accordo di pace finale.